# Benin
Benin (francouzsky  Bénin), plným názvem Beninská republika, je stát v západní Africe ležící u Guinejského zálivu, který se do roku 1975 nazýval Dahome (francouzsky Dahomey, také Dahomé). Na západě hraničí s Togem, na severozápadě s Burkinou Faso, na severu s Nigerem a na východě s Nigérií. Na území o rozloze 112 622 km² tu žije 10,6 milionů obyvatel (údaj z roku 2014). Hlavním městem je Porto Novo, sídlem vlády je však největší město Cotonou.

## Dějiny
Více informací naleznete v článku Dějiny Beninu.

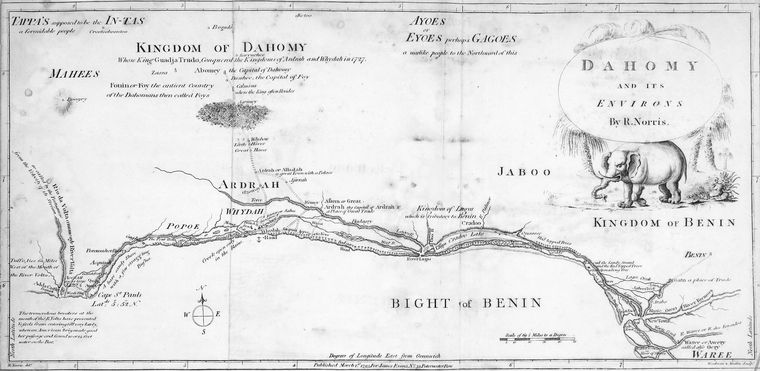
Mapa Dahomejského království, 1793

### Západní část Beninské říše
Nálezy z prehistorické doby svědčí o raném využívání a zpracovávání železa a jiných kovů a o přechodu k zemědělství (ve 2. polovině 1. tisíciletí) na území dnešní Beninské republiky. V této oblasti se dříve nacházela historická Beninská říše, jež sem – na území Dahome (tj. Beninské republiky) zasahovala z území nynější západní Nigérie obývané Joruby. Její ifeská dynastie se datuje asi od roku 1300, ale vrcholu moci dosáhla v 15. a 16. století, kdy obchodovala s Portugalci. Z Beninské říše pochází mnoho dochovaných uměleckých výtvorů, včetně tzv. beninských bronzů.

### Abomejské království
V 17. století se na dahomejském území zformovaly městské monarchie, Porto Novo, Abomey aj. V Abomejském království se sjednotili Evové žijící na pobřeží Beninského zálivu. V průběhu 18. století se podařilo abomejským vládcům (zejména Agadžovi, vládnoucímu v letech 1708–1728) podstatně rozšířit své území a vrcholu rozlohy bylo dosaženo za vlády Gheza (1818–1858). Tento „osvícený despota“ zaváděl nové plodiny, aby se dosáhlo lepších výsledků v zemědělství. V době, kdy na jeho říši stále více dotírali Evropané, dopouštěl se i ukrutností,[zdroj?] zejména při potlačování místních vzpour. Pobřežní kmeny totiž nestály o poddanství Dahomejské říši, zejména, když se ukázaly výhody přímého obchodu s Francouzi.[zdroj?]
Základem beninské (dahomejské) ekonomiky (co se týče státních příjmů) byl ovšem vývoz otroků, zajatců z četných válek. Toto probíhalo už od smlouvy s Portugalci (1472) až do druhé poloviny 19. století. Tehdy, v důsledku rušení otroctví v evropských koloniích a na americkém kontinentu, začal zájem o otroky upadat, což vedlo k hospodářskému úpadku království Dahome. Poslední otrokářská loď odplula z Dahome do Brazílie roku 1885. Kromě prodeje do zámoří byly stovky zajatců také zabíjeny při různých rituálních slavnostech.[zdroj?]
Kulturní život říše vyplýval z obyčejů a tradic fonské etnické skupiny.
Roku 1851 uzavřeli s Ghezem Francouzi obchodní dohodu, po níž začali postupně podrobovat své moci pobřežní kmeny a získávat pozice v městských centrech. Porto Novo se dokonce stalo francouzským protektorátem. Roku 1878 podvodem[zdroj?] získali na novém dahomejském králi jménem Glele (1858–1889) pobřežní území jeho říše. Když král přestal tuto dohodu uznávat, Francouzi proti němu vojensky zakročili. Nebyli však schopni Dahomejce porazit a museli začít vyjednávat. Uznali dahomejskou svrchovanost a za to upevnili své pozice v Cotonou a v Porto Novu.

### Francouzská kolonie

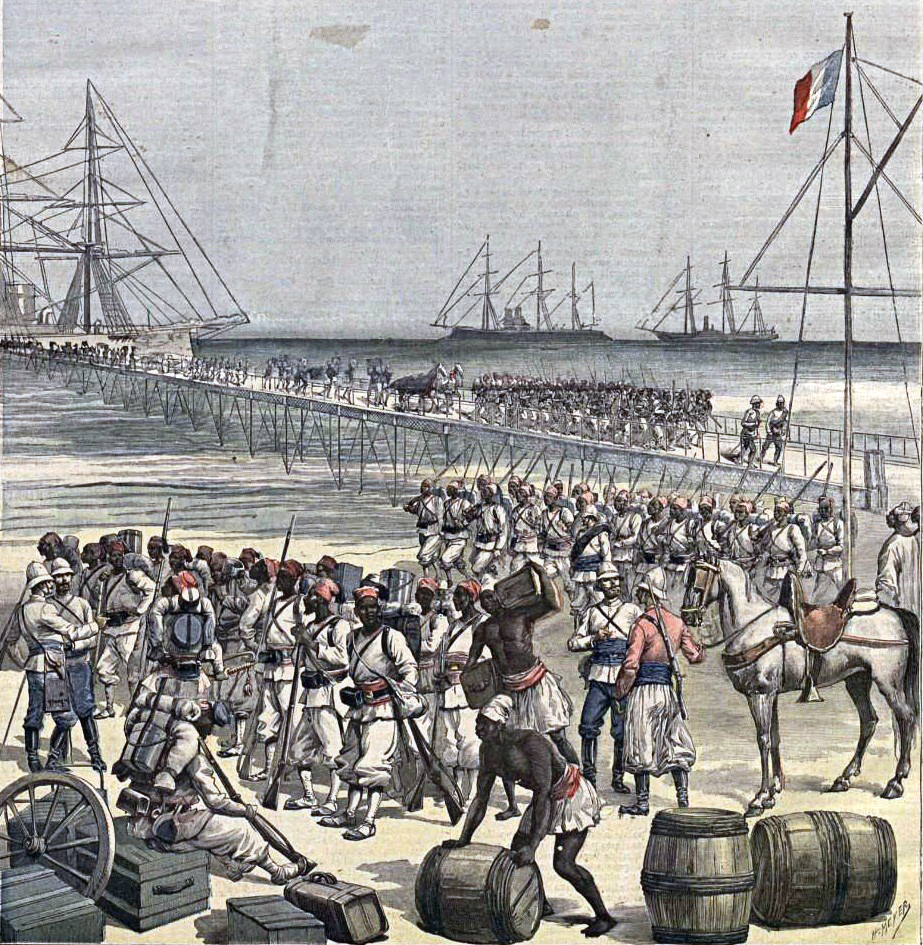
Francouzská invaze roku 1892

Nicméně následovala válka (1892–1894), v níž se projevila technická převaha výzbroje Francouzů. Roku 1900 se území stalo francouzskou kolonií, řízenou francouzským guvernérem. Expanze pokračovala směrem na sever (království Parakou, Nikki, Kandi) až k hranicím tehdejší Horní Volty. 

### Republika

Vlajka Beninské lidové republiky

4. prosince 1958 se z území stala autonomní republika Dahome, která 1. srpna 1960 získala od Francie plnou nezávislost. V roce 1975 byla přejmenována na Lidová republika Benin.
Mezi lety 1960 a 1972 následovala řada vojenských převratů, která přinesla mnoho vládních změn. Poslední z těchto převratů přivedl k moci majora Mathieu Kérékoua, který se stal hlavou režimu prosazujícího striktní principy marxismu-leninismu. Revoluční strana Lidé Beninu (PRPB) zůstala u moci až do začátku devadesátých let.
Benin byl v roce 1989 ve vážné hospodářské situaci. Na 4 miliony obyvatel připadal roční HNP ve výši 940 milionů dolarů a dluh ve výši 1 miliardy dolarů. Přes odpor místní univerzity a stávky se Mathieu Kérékou nechal v srpnu 1989 znovu zvolit prezidentem republiky. Několik dní před volbami byl v Paříži zatčen Amadou Ahmed Cissé, do roku 1988 Kérékouův ministr pro bezpečnost a vztahy s islámským světem (Cissé byl negramotný člověk, který zbohatl z podvodů v Beninu, například ze zpronevěry peněz z Beninské obchodní banky[zdroj?]), což ještě rozjitřilo již značné pochybnosti o beninském režimu.
Kérékou reagoval amnestií politických odpůrců žijících v cizině a změnami ve vládě. Paříž přislíbila Beninu podporu 160 milionů franků výměnou za opuštění marxistické ideologie a svolání národní konference, která měla vést k nastolení demokratické vlády. Benin podmínky splnil – národní konferenci předsedal Mgr. Isidore de Souza, arcibiskup Cotonou), záměr uspořádat svobodné volby za účasti více stran byl stvrzen ještě v roce 1990. Výkonnou moc přenechal Kérékou novému předsedovi vlády – Nicéphorovi Soglovi (bývalý ředitel Světové banky pro Afriku) – a sám se připravoval na svobodné volby. Na konci 1989 byl ve Francii propuštěn Ahmed Cissé na kauci 20 milionů francouzských franků.
V roce 1991 byl ve svobodných volbách Kérékou nahrazen Nicéphorem Soglem a opět se do funkce dostal zpět po demokratických volbách v roce 1996.
Ve druhém kole voleb do Národního shromáždění, konaném v březnu 1995, byla Soglova politická strana Parti de la Renaissance du Benin největší politickou stranou, ale nezískala většinu. Úspěch strany tvořené příznivci bývalého prezidenta Kérékou (který oficiálně odešel z aktivní politiky) přiměl Kérékouho k úspěšné kandidatuře v prezidentských volbách v letech 1996 a 2001.

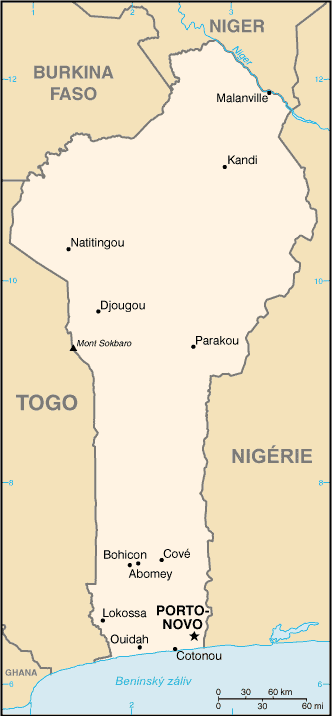
Mapa Beninu

Během voleb v roce 2001 však došlo k údajným neregulérním a pochybným praktikám, které vedly k bojkotu rozhodující volby hlavními opozičními kandidáty. Čtyřmi nejsilnějšími soupeři se po prvním kole prezidentských voleb stali: Mathieu Kérékou (úřadující prezident) 45,4 %, Nicéphore Soglo (bývalý prezident) 27,1 %, Adrien Houngbedji (mluvčí Národního shromáždění) 12,6 % a Bruno Amoussou (státní tajemník) 8,6 %. Druhé kolo voleb, původně stanovené na 18. března 2001 bylo o několik dní odloženo, protože Soglo a Houngbedji odstoupili z důvodu údajného volebního podvodu. Toto znamenalo, že Kerekou soupeřil s vlastním státním tajemníkem Amoussou.
V březnu 2003 se konaly volby do národního shromáždění a byly považovány za svobodné a spravedlivé.[zdroj?] Přestože se vyskytly některé chyby, nebyly považovány za vážné a nenarušily výsledky hlasování. Tyto volby vedly ke ztrátě křesel hlavní opoziční strany.

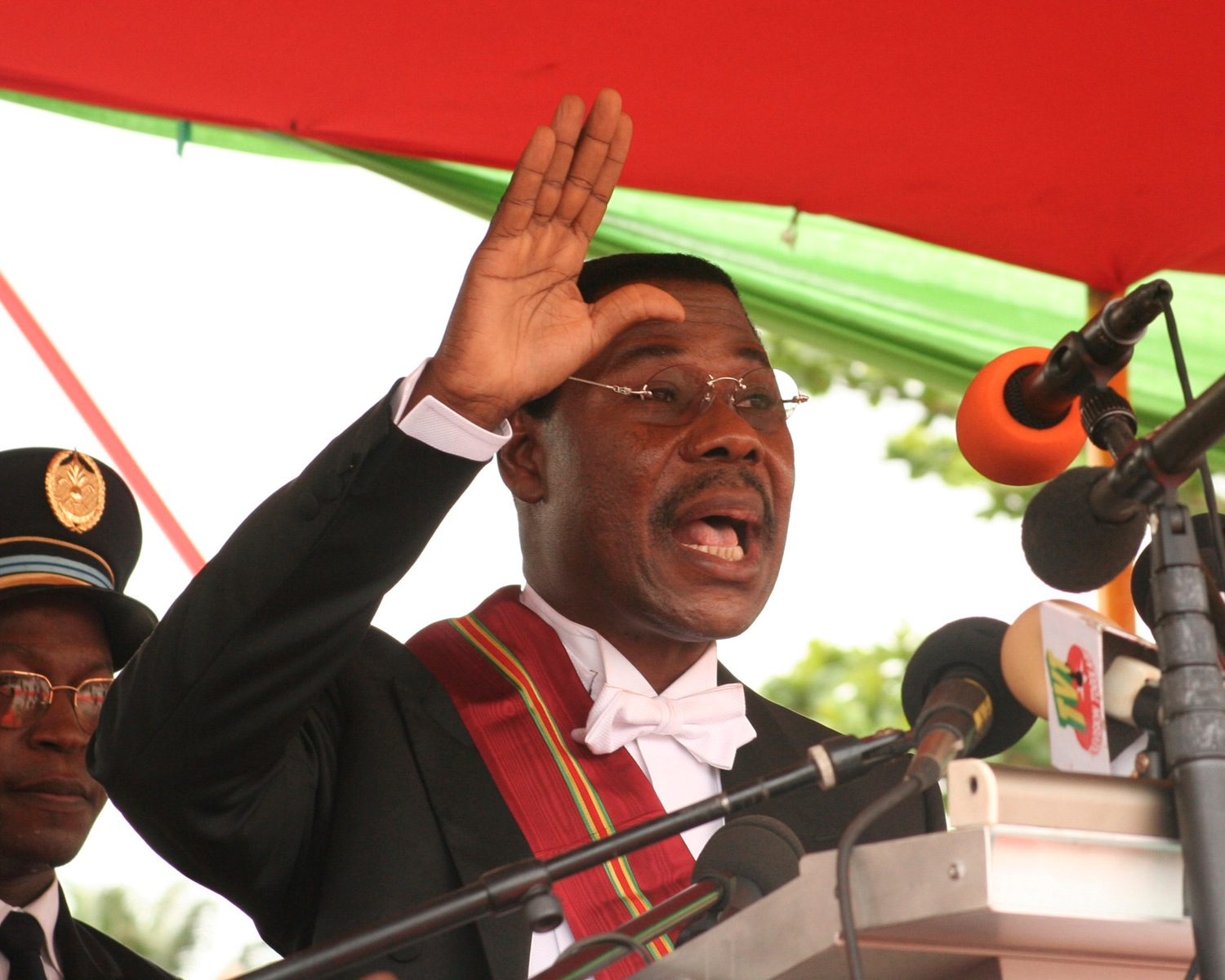
Yayi Boni během prezidentské inaugurace v roce 2006

Prezident Mathieu Kérékou a bývalý prezident Nicéphore Soglo nekandidovali ve volbách v roce 2006, protože jim ústava zakazovala se voleb účastnit z důvodu jejich věku a u prezidenta Kerékou také z důvodu dvou předchozích období v prezidentské funkci. Prezident Kérékou byl všeobecně chválen, že se nesnažil, jako jiní Afričtí vůdci, změnit ústavu, aby mohl zůstat ve funkci nebo znovu kandidovat ve volbách. Volby, považované za správné a svobodné,[zdroj?] se konaly 5. března 2006 a po souboji s Adrienem Houngbédjim v nich zvítězil Yayi Boni. Prezident Yayi Boni zastával úřad dvě funkční období a to v letech 2006–2016. 
V březnu 2016 vyhrál prezidentské volby Patrice Talon, podnikatel v oblasti zpracování a prodeje bavlny. Svého soupeře v prezidentských volbách, předsedu vlády Lionela Sinzou, porazil přesvědčivě (65,37% oproti 34.63%), přičemž Lionel Zinsou porážku přiznal. Patrice Talon si vzal do svého týmu zkušeného politika a ekonoma Abdoulaye Bio Tchane, který v letech 1998–2002 jako ministr hospodářství a financí pomohl Beninu z těžkých dluhů, kdy země patřila k nejvíce zadluženým. V roce 2002–2008 pracoval jako ředitel Mezinárodního měnového fondu pro Afriku a 2008–2011 jako předseda Západní africké rozvojové banky.

## Státní symboly

### Vlajka
Beninská vlajka je tvořena listem o poměru stran 2:3 se dvěma vodorovnými pruhy – žlutým a červeným, se zeleným pruhem v žerďové části.

### Hymna
Beninská hymna je píseň L'Aube Nouvelle (česky Úsvit nového dne). Text i hudbu složil Gilbert Jean Dagnon.

## Geografie

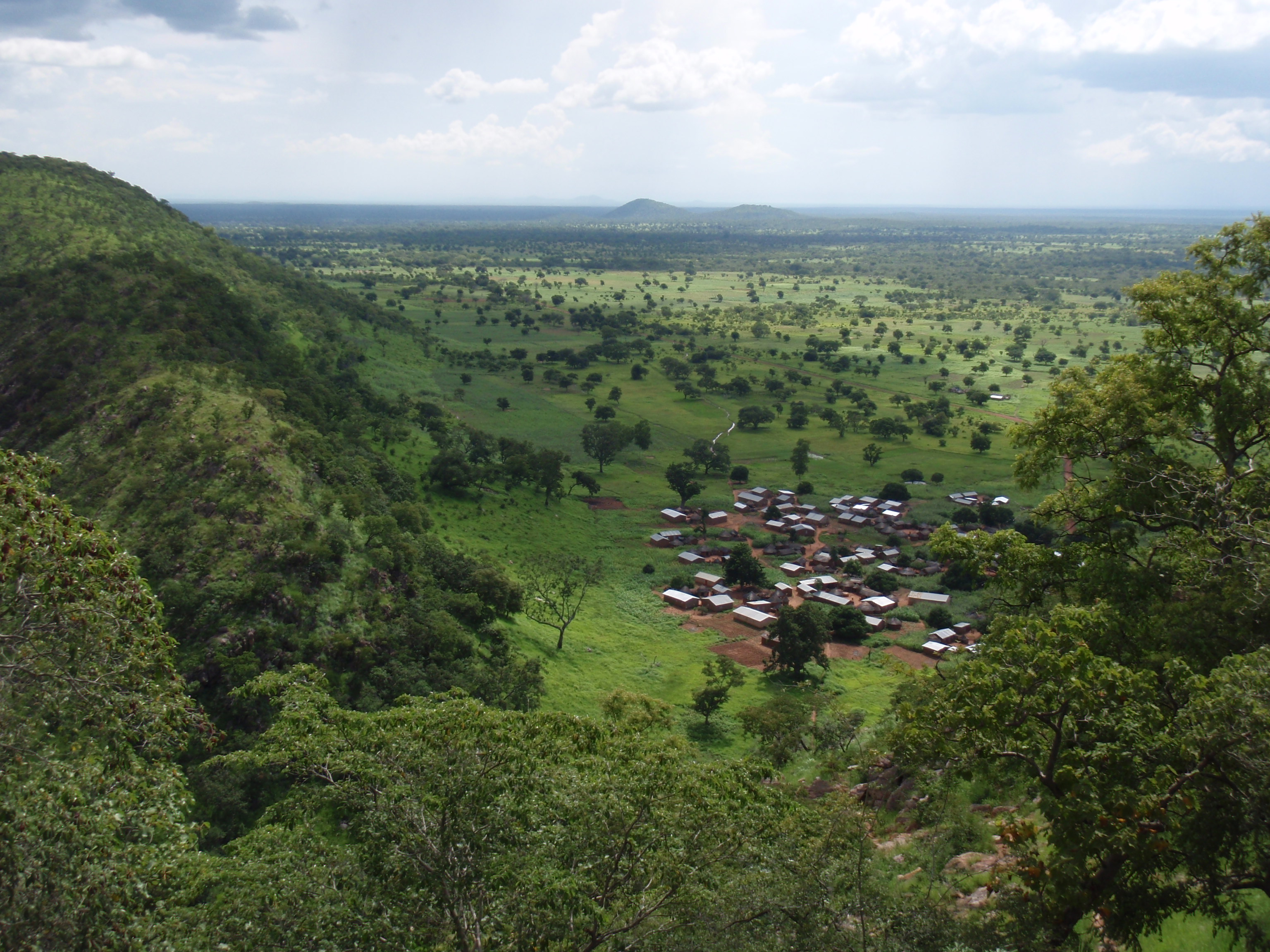
Atakora

Území celé republiky je poměrně ploché, průměrná nadmořská výška se pohybuje okolo 100 m n. m.
Zemi lze rozdělit od jihu na sever do čtyř hlavních oblastí:
- nízko položené, písčité pobřežní roviny (do 10 m n. m.), maximálně 10 kilometrů do šířky. Jsou bažinaté a jezernaté s lagunami vedoucími do oceánu.
- náhorní roviny jižního Beninu (20–200 m n. m.) jsou rozděleny údolími vedoucími severojižním směrem podél řek Couffo, Zou a Oueme.
- oblast rovin se skalnatými kopci, které zřídkakdy dosahují výšky 400 m se táhnou v okolí Nikki a Save.
- horské pásmo Atacora vedoucí podél severozápadní hranice do Toga s nejvyšší horou Mont Sokbaro (658 m n. m.).

Na jihu jsou dominantní dva typy krajiny – neúrodná zem s půdou ležící ladem a pozůstatky velkých posvátných lesů. Ve zbytku země najdeme savanu pokrytou trnitými keři a baobaby. Podél řek najdeme také lesy. Na severu a severozápadě Beninu najdeme rezervaci národní park W a národní park Pendjari, které lákají turisty toužící zhlédnout slony, lvy, antilopy, hrochy a opice. Tyto národní parky jsou součástí komplexu chráněných území W-Arly-Pendjari, který sahá do sousedního Nigeru a Burkiny Faso a je součástí světového přírodního dědictví UNESCO.

### Podnebí
Podnebí je typicky tropické – horké a převážně vlhké, zejména v období dešťů. Roční průměrný úhrn srážek je 360 mm, což není pro pobřeží západní Afriky mnoho. Benin má během roku dvě období dešťů a dvě suchá období. Hlavní období dešťů je od dubna do července, kdy spadne v průměru až 1100 mm dešťových srážek. Kratší a méně intenzivní období dešťů je potom od září do listopadu. Hlavní období sucha je od prosince do dubna a od července do září je potom kratší a chladnější období sucha. Podél tropického pobřeží jsou vysoké teploty a velká vlhkost vzduchu. V Cotonou je průměrná maximální teplota 31 °C a minimální 24 °C. Rozdíly v teplotách se s pohybem na sever do savan a rovin směrem k Sahelu zvyšují. Od prosince do března zde vane suchý vítr ze Sahary zvaný harmatán. Tráva uschne, vegetace zhnědne a země upadne do závoje jemného prachu, což způsobuje zataženou oblohu.

## Politický systém

### Administrativní dělení

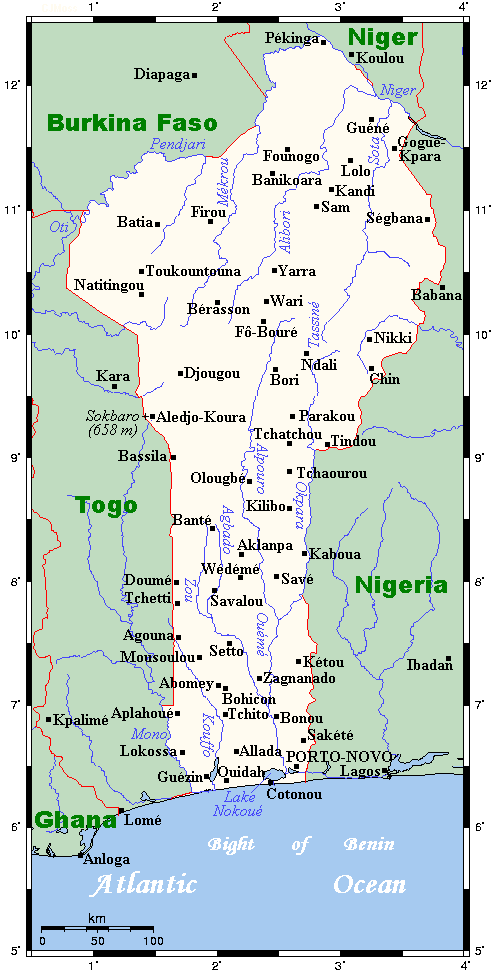
Mapa Beninu

Benin se dělí na 12 departementů (fr. département) a na 77 obcí (fr. commune).
- Alibori
- Atakora
- Atlantique
- Borgou
- Collines
- Donga
- Kouffo
- Littoral
- Mono
- Ouémé
- Plateau
- Zou

### Města
- Cotonou – 734 108
- Abomey – Calavi – 483 273
- Porto Novo – 250 262
- Djougou – 228 314
- Parakou – 182 913
- Bohicon – 140 130
- Kandi – 123 044
- Lokossa – 98 592
- Ouidah – 90 042
- Natitingou – 89 645[6]

*Odhad pro rok 2008

## Ekonomika

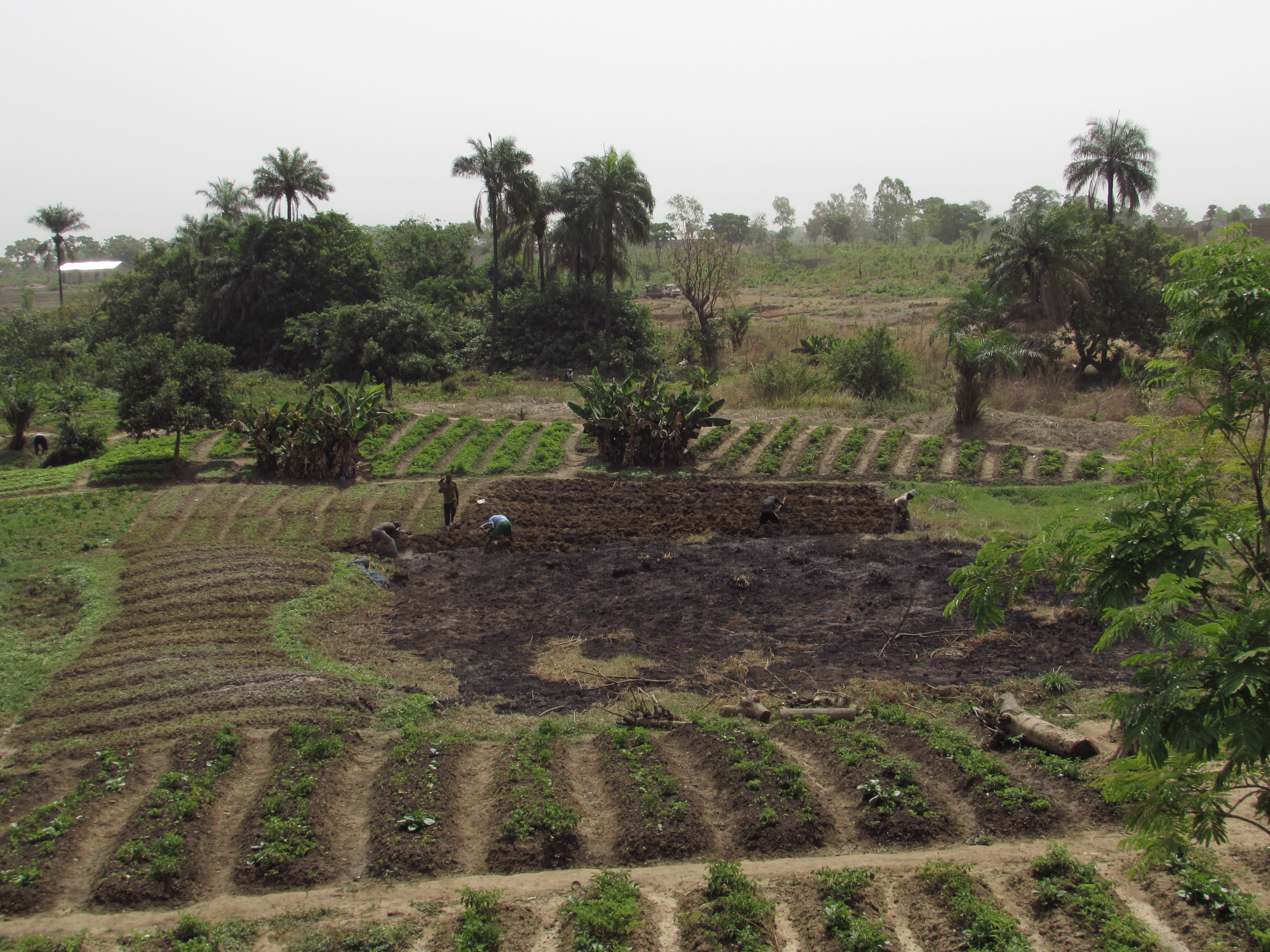
Extensivní zemědělství na severu země poblíž Djougou

Ještě v roce 2008 Benin patřil s 370 USD na hlavu k nejchudším zemím světa. Vláda se snaží přilákat investory v oblasti zemědělství, energetiky, průmyslu, těžby kovů a minerálních zdrojů, včetně podpory mezinárodního obchodu. Vyváží se bavlna, ropa, dřevo, olivový olej, ovoce mezi které patří ananas, banány, papay, mango a to především do evropských zemí. Dovážet je zatím potřeba spotřební zboží. V roce 1995 bylo 50 % zaměstnanců zaměstnáno v zemědělství, v roce 2015 to bylo ještě 41 %. V roce 2006 byl Benin zvětší části oddlužen.[zdroj?]

## Obyvatelstvo

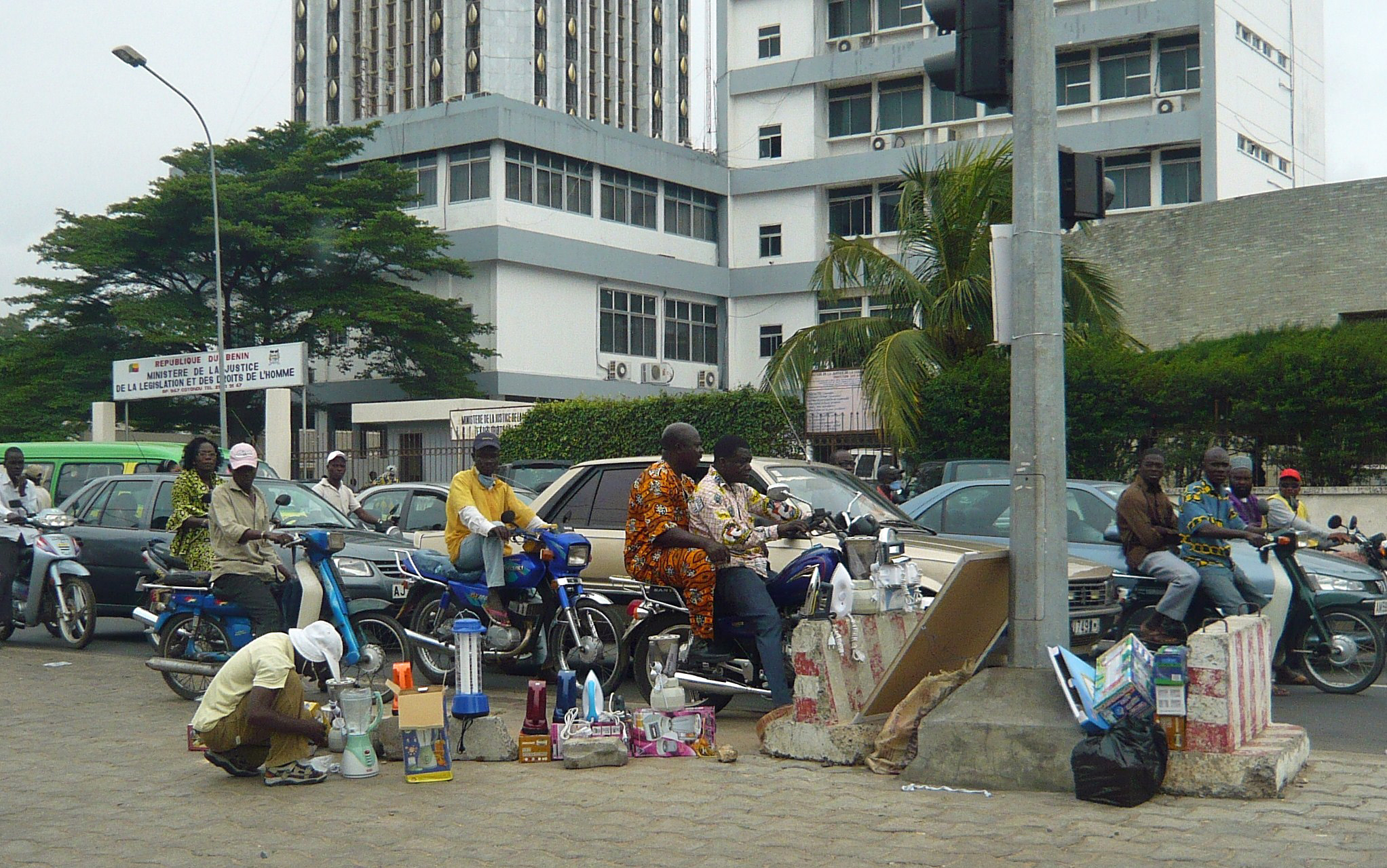
Cotonou

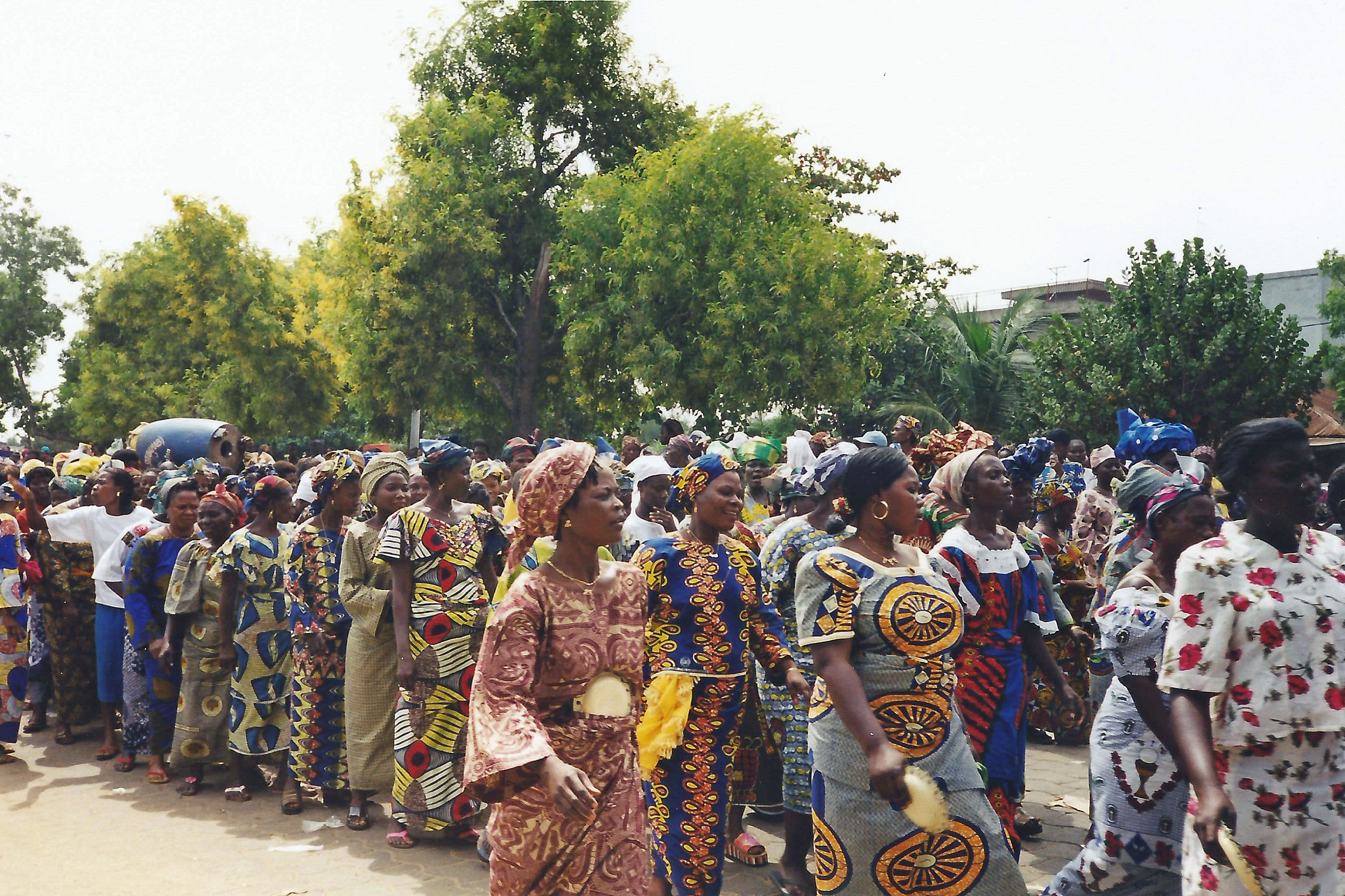
Beninské ženy

Obyvatelé Beninu se dělí do několika kmenů, z nichž nejpočetnější etnickou skupinou jsou Fonové s 1,7 miliony lidmi hovořícími Fonskými jazyky (2001), následovaní různými skupinami Jorubů (1,2 milionů), Ajů (600 tis.), Baribů (460 tis.), Ayizů (330 tis.), Fulbů (310 tis.) a Gunů (240 tis.). V blízkosti přístavů na jihu lze najít také potomky navrácených brazilských otroků. V Beninu najdeme také nepočetné skupiny Evropanů, především Francouze, ale také Asiaty z nichž jsou dominantní Libanonci a Indové. Gramotných je asi jen 35 % Beniňanů.
V Beninu najdeme velké množství etnojazykových skupin zastupujících tři velké africké jazykové rodiny: Nigerokonžskou, Nilosaharskou a Afroasijskou. Posledně jmenovaná jazyková rodina je zastoupena Hausy – obchodníky žijícími převážně na severu země, zatímco Nilosaharská jazyková rodina je zastoupena jazykem Dendi pocházejícím z období Songhajské říše. Jazyk Dendi je dominantní v oblastech podél řeky Niger na úplném severu a je používán jako Lingua franca v severních muslimských oblastech: v provinciích Alibori, Borgou a Donga. Nigerokonžská jazyková rodina je zde zastoupena pěti větvemi:
- Mandská (Mandingské jazyky) – jazyk Boko (Busa),[10] kterým se dnes mluví ve východním výběžku země (jižní část provincie Alibori a severní část provincie Borgou). Dříve byl více rozšířen.
- Západoatlantská (Atlantské jazyky) – používané nomádskými Fulby, kteří jsou rozptýleni na severovýchodě země
- Benuekonžská (Benue-Congo) – používaná Joruby v provinciích Collines a Plateau a také v Sakete a hlavním městě Porto Novu, kam se rozšířil ze západu z království Oyo a Ife v období od dvanáctého do devatenáctého století.
- Gur-voltajská (Voltské jazyky) – jsou dominantními jazyky ve čtyřech severních provinciích. Jazyk Baatombu (Bariba) původem ze starého království Borgou, které se rozkládalo na území dnešních provincií Borgou a Alibori a také města Parakou. Dále jazyk Yom, který je užíván v provincii Donga a jeho hlavním městě Djougou a také několika skupinami v provincii Atakora a okolí města Natitingou. Jazyk Waama ve městě Tanguiéta a jazyk Goulmancema.
- Kvaská (jazyky Kwa) – především jazyky Gbe, kterými hovoří Tadové v jižních a centrálních provinciích: Ajové (Aja), kteří se usadili v provincii Kouffo. Fonská kultura soustředěná v provincii Zou v okolí starého Fonského hlavního města Abomey, ale také dominantní v Cotonou a jižních atlantických oblastech jako Ouidah, Maxi ve středu provincie Collines, především v okolí Savalou. Ayizové centrálního Atlantiku (Allada), Xwlaové (Xwla) a Xuedové (Xueda) v lagunách na pobřeží, Tofinové v Ouémé a Gunové (Gun) v Porto Novu. Ostatními jazyky Kwa hovoří Aniiové (Anii) v jižní části provincie Donga v oblasti Bassila a Foodové v západní části provincie Donga, v blízkosti města Ouaké.

### Náboženství

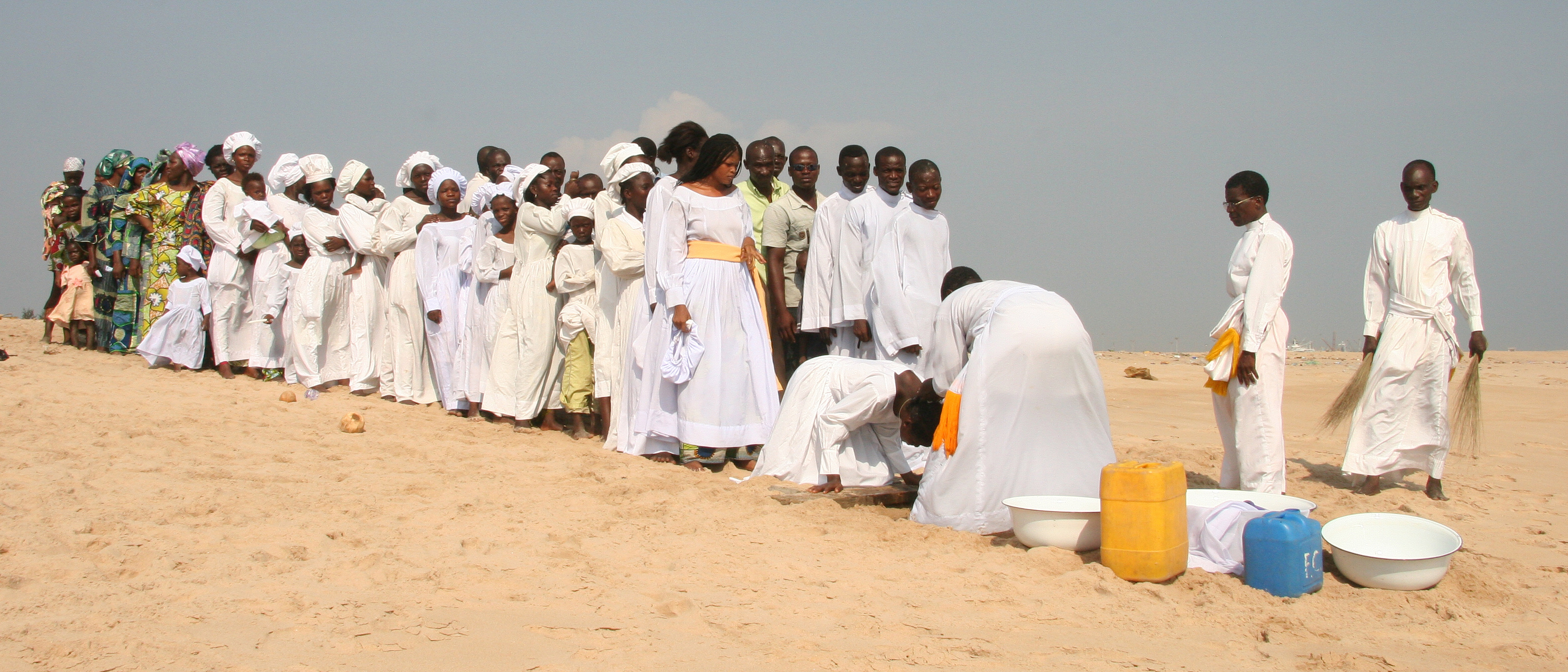
Křesťané v Beninu

Protože většina obyvatel žije v lesích, které pokrývají 30 % rozlohy státu, převažují v Beninu lidová náboženství. S animistickými náboženstvími se setkáme v provinciích Atakora a Donga. Náboženské kulty Vodoun (Voodoo) převažují mezi Joruby a Tady ve středu a na jihu země. Město Ouidah na centrálním pobřeží je duchovním centrem beninského Vodounu.
Křesťanství je tu zastoupeno jen 20 % a to především v jižních a centrálních oblastech země. Většina křesťanů však věří také v kult Vodoun.
Na severu v provinciích Alibori, Borgou a Donga se také šíří islám, který sem v dobách Songhajské říše přivedli hausští obchodníci. Islám je také rozšířen mezi Joruby.
CIA Factbook uvádí následující rozložení náboženství v Beninu : lidová náboženství 50 %, křesťanství 30 % a islám 20 %.